# Juan Madinaveitia
Juan Madinaveitia, nascut Juan Madinaveitia Ortiz de Zárate (Oñati, Guipúzcoa, 18 d'abril de 1861 - Barcelona, 21 de novembre de 1938) va ser un metge gastroenteròleg i professor universitari basc, considerat el pare de la gastroenterologia espanyola.

## Trajectòria
Educat a Espanya, amb catorze anys es traslladà a Buenos Aires, on va treballar com a aprenent en un comerç. Després de dos anys, però, la mort de la seva mare el va fer retornar a Espanya. Començà els estudis de Medicina a la Facultat de Medicina de la Universitat de Valladolid i, després de cursar els dos primers anys de la carrera, continuà a la Universitat de Madrid, on es llicencià en 1886. Ben aviat impartí les seves primeres classes de les assignatures més diverses. Acabada la carrera, començà a exercir com a metge general en el seu poble natal. Va marxar a Berlín per ampliar coneixements científics. Després de dos anys, es va traslladar de nou a Madrid amb la idea d'ingressar en un dels grans hospitals i poder fer una medicina diferent i dedicar-se també a la docència. Per a això preparà les oposicions a una plaça de metge cap de sala de l'Hospital Provincial de Madrid, que va guanyar. Amb una mentalitat científica, va escometre a continuació la seva formació docent preparant la seva tesi doctoral.
Fou l'introductor a Espanya del sondatge gàstric i perfecciona la percussió toràcica i abdominal. A finals del segle xix fundà un laboratori en col·laboració amb el doctor Simarro.
Des del 1903 i fins al 1927 va exercir la docència universitària com a professor agregat de Patologia general i la seva clínica, en virtut d'un acord establert entre la Diputació Provincial i la Facultat de Medicina de Madrid, col·laborant en la càtedra que regentava Amalio Gimeno Cabanyes, catedràtic d'aquesta especialitat i un dels clínics més prestigiosos del seu temps. El 1924 un grup de deixebles va fundar l'Institut Madinaveitia, destinat a l'ensenyament de l'especialitat, amb el que es va donar així continuïtat a la seva obra.
Deixeble de Joan Manuel Mariani, Madinaveitia va ser un clar representant de la penetració a Espanya de la mentalitat fisiopatològica vigent llavors a les escoles europees. Mestre de Gregorio Marañón, va inculcar en els seus deixebles la necessitat d'abandonar l'especulació per substituir-la per l'observació de la realitat a través d'una exploració clínica detallada. Madinaveitia va publicar nombrosos treballs, molts dels quals, entre 1891 i 1896, dins de la revista especialitzada El Siglo Médico.

## Publicacions[3]
- Diagnóstico y tratamiento de la fiebre tifoidea (1895)
- Contribución al estudio de la colelitiasis, cólicos hepáticos y pericolecistitis (1906)
- Fisiología patológica de la digestión (1910)
- Enfermedades del esófago y del estómago (1910)
- “Enfermedades del peritoneo”. A: T. Hernando y G. Marañón, Manual de Medicina Interna (1916)
- Diagnóstico a rayos X de las úlceras duodenales (1920)
- Higiene del soldado en campaña (1938)